# Чивитела Сан Паоло
Чивитѐла Сан Па̀оло (на италиански: Civitella San Paolo) е село и община в Централна Италия, провинция Рим, регион Лацио. Разположено е на 195 m надморска височина. Населението на общината е 2020 души (към 2010 г.).